# Соціальна спільнота
Соціа́льна спільно́та — сукупність людей, яку характеризують умови їхньої життєдіяльності, спільні для даної групи взаємодіючих індивідів; приналежність до територіальних утворень, які історично склалися, приналежність групи взаємодіючих індивідів, що вивчається, до тих або інших соціальних інститутів. Соціальна спільнота об'єктивно задана реальним способом соціального взаємозв'язку людей і відображає повсякденну форму їх колективної життєдіяльності - об'єднання. Соціальні спільноти різного типу визначаються тим чи іншим способом (типом) взаємозв'язку людей. Люди одночасно є членами різних спільнот, з різним ступенем внутрішньої єдності. Тому часто єдність в одному (наприклад, в національній приналежності) може існувати поряд з відмінністю в іншому (наприклад, в класовій приналежності).